# Charles Hodge
Charles Hodge (1797-1878) est un théologien calviniste américain qui est directeur du Séminaire théologique de Princeton entre 1851 et 1878. Il est l'un des plus grands apologistes du calvinisme historique en Amérique au XIXe siècle et l'un des principaux théologiens représentatifs de la "théologie de Princeton".

## Biographie

### Jeunesse
Charles Hodge est le fils de Hugh Hodge, un Écossais qui avait émigré d'Irlande du Nord au début du XVIIIe siècle et d’une représentante de la bonne société bostonienne, Mary Blanchard. Les Hodge perdent leurs 3 premiers fils lors de l’épidémie de fièvre jaune de 1793, et un 4e lors d’une nouvelle vague de fièvre jaune en 1795. Leur premier enfant à survivre est Hugh Lenox, né en 1796. Celui-ci devient une autorité en obstétrique, et il reste particulièrement proche de son cadet Charles, l'aidant souvent financièrement. Charles naît le 27 décembre 1797 et son père décède 7 mois plus tard de complications de la fièvre jaune. Élevés par leur mère et par des cousins riches, les deux garçons reçoivent une bonne éducation, notamment une éducation religieuse presbytérienne basée sur le Westminster Shorter Catechism. Les Hodge s'installent à Somerville (New Jersey) en 1810 pour suivre une académie classique, puis à Princeton en 1812 pour entrer au Princeton College.
Son premier diplôme en poche, il entre en 1816 au Princeton Theological Seminary, une école qui vient précisément d’ouvrir pour former les pasteurs presbytériens dans la bonne orthodoxie calviniste et dont le président, Archibald Alexander, repère rapidement ce jeune étudiant brillant, l'assistant en grec et l'emmenant avec lui dans des voyages de prédication itinérants. Hodge baptise son premier fils du nom d'Alexander. Hodge se lie d'amitié avec les futurs évêques Episcopalian John Johns et Charles McIlvaine, et avec le futur président du Princeton College John Mclean.

### Carrière pastorale
En 1819, il est consacré pasteur par le consistoire de Philadelphie et il prêche régulièrement aux chutes de Schuylkill, à l'Arsenal de Philadelphie, et à Woodbury dans le New Jersey au cours des mois suivants.
En 1822, il est nommé par l'Assemblée générale (équivalent du synode général) de l'Église presbytérienne professeur de littérature orientale et de théologie biblique au Séminaire de Princeton. Il se marie la même année avec Sarah Bache, l'arrière-petite-fille de Benjamin Franklin.
Peu de temps après, il voyage à l'étranger pour faire des études spécifiques à Paris, Halle et Berlin entre 1826 et 1828 où il suit les cours magistraux de Silvestre de Sacy, August Tholuck, Ernst Wilhelm Hengstenberg, et August Neander.
En 1824, il soutient la fondation de la société Chi Phi avec Robert Baird et Archibald Alexander. En 1825, il fonde la Biblical Repertory and Princeton Review et durant quarante ans il en fut le rédacteur et le principal contributeur. En 1840, Charles Hodge est nommé au poste de professeur de théologie didactique en gardant cependant le département d'exégèse du Nouveau Testament, fonction qu'il garde jusqu'à la fin de sa vie. Il est modérateur à l'Assemblée générale du New Jersey en 1846.
En 1872, il atteint ses cinquante ans de professorat et cela est fêté le 23 avril de la même année.

## Idées
Old School
Défenseur de l'orthodoxie calviniste au sein de l'Église presbytérienne américaine (PCUSA), Charles Hodge s'opposa vigoureusement aux idées des tenants du Second grand réveil, tels que Charles Grandison Finney, Lyman Beecher, Samuel Hopkins (en) ou Nathaniel W. Taylor. Il entraîne avec lui toute la faculté de théologie de Princeton, dont les théologiens forment alors une école de pensée dite de la théologie de Princeton. La controverse Old School - New School croît et embellit au cours des années 1830 à 1838 et se conclut par une scission de l'Église presbytérienne en deux parties à peu près égales. La Cour suprême confirmera le courant Old School comme le successeur légal de l’indivisible PCUSA.
Esclavage et Guerre de sécession
Il est connu pour avoir soutenu que l'esclavage n'était pas incompatible de la foi chrétienne. Lors de la Guerre de Sécession, il s’engagea pleinement en faveur de l'Union, ne tolérant pas la trahison des États du sud envers les États-Unis.
Anti-darwinisme
Il est également connu pour s'être vigoureusement opposé à Darwin, assimilant les théories de ce dernier à de l'athéisme, notamment dans son ouvrage paru en 1874,What is Darwinism. Bien qu'il ne considère pas que toutes les idées évolutionnistes soient en conflit avec sa religion, il se préoccupe de son enseignement dans les collèges et de son influence. Il a à ce sujet un débat vif avec le président de l'université de Princeton, institution distincte du séminaire. Celui-ci est depuis 1868 James McCosh, un philosophe, qui soutient l'essentiel des idées du darwinisme pouvait et estime qu'il n'y a pas lieu d'en faire un conflit entre la science et la religion, réinterprétant toutes les découvertes darwiniennes dans un sens téléologique, donc comme une preuve supplémentaire de l'architecture préalable de l'univers. Les presbytériens d'Amérique pouvaient donc choisir entre deux écoles de pensée sur l'évolution, toutes deux basées à Princeton. Le séminaire a conservé la position de Hodge jusqu'à ce que ses partisans soient évincés en 1929, et le collège (l'université de Princeton) est devenu un centre de recherche parmi les meilleurs mondiaux dans le domaine de la biologie. Cependant, les deux hommes ont montré plus de similitudes en matière de science et de religion que ce qui est généralement admis. Ils ont tous deux soutenu le rôle croissant de la recherche scientifique en histoire naturelle et ont résisté à son intrusion dans la philosophie et la religion.

## Postérité et influence

### Enseignement
Quelque 3000 pasteurs ont été formés par Charles Hodge, qui était tout à la fois enseignant, exégète, prédicateur, polémiste, ecclésiastique et théologien systématique. Enseignant réputé, il révélait aussi ses capacités homilétiques lors de ses "conférences" des samedis après-midi, où, sans se départir de avec sa clarté et sa précision logique habituelles, il parlait avec davantage de spontanéité et d'émotion que dans ses cours.

### Ouverture œcuménique
La dévotion envers le Christ était son expérience personnelle majeure, et, bien que dogmaticien presbytérien et calviniste, il refusait de se plier aux vues étroites de la politique de l'église que certains préconisaient. Il refusa la position non historique de ceux qui voulurent nier la validité du baptême catholique romain. c'était le test par lequel il jugeait l'expérience des autres.

### Descendance
De ses enfants qui lui survécurent, trois devinrent pasteurs; deux d'entre eux lui succédèrent au Séminaire théologique de Princeton, C.W. Hodge,au département d'exégèse, et Archibald Alexander Hodge au département de théologie dogmatique.

## Ouvrages
Hodge a été un auteur prolifique en matière de théologie bibliques et dogmatique. En 1835, il publie son "Commentaire sur l'épître aux Romains", qui, bien que déjà considéré comme son plus grand ouvrage exégétique, fait l'objet d'une révision complète en 1864,-après un débat avec James Henley Thornwell sur la sécession des États de l'Union. Son œuvre majeure est sa dogmatique ("Théologie systématique") (1871-1873), en 3 volumes et 2 260 pages.
Disponible en français en ligne :
- Charles Hodge,Commentaires sur l’Épître aux Romains,1840,Delay
- Charles Hodge, Pardon et sainteté,1843,Delay,130 p.